# Vita Sackville-West

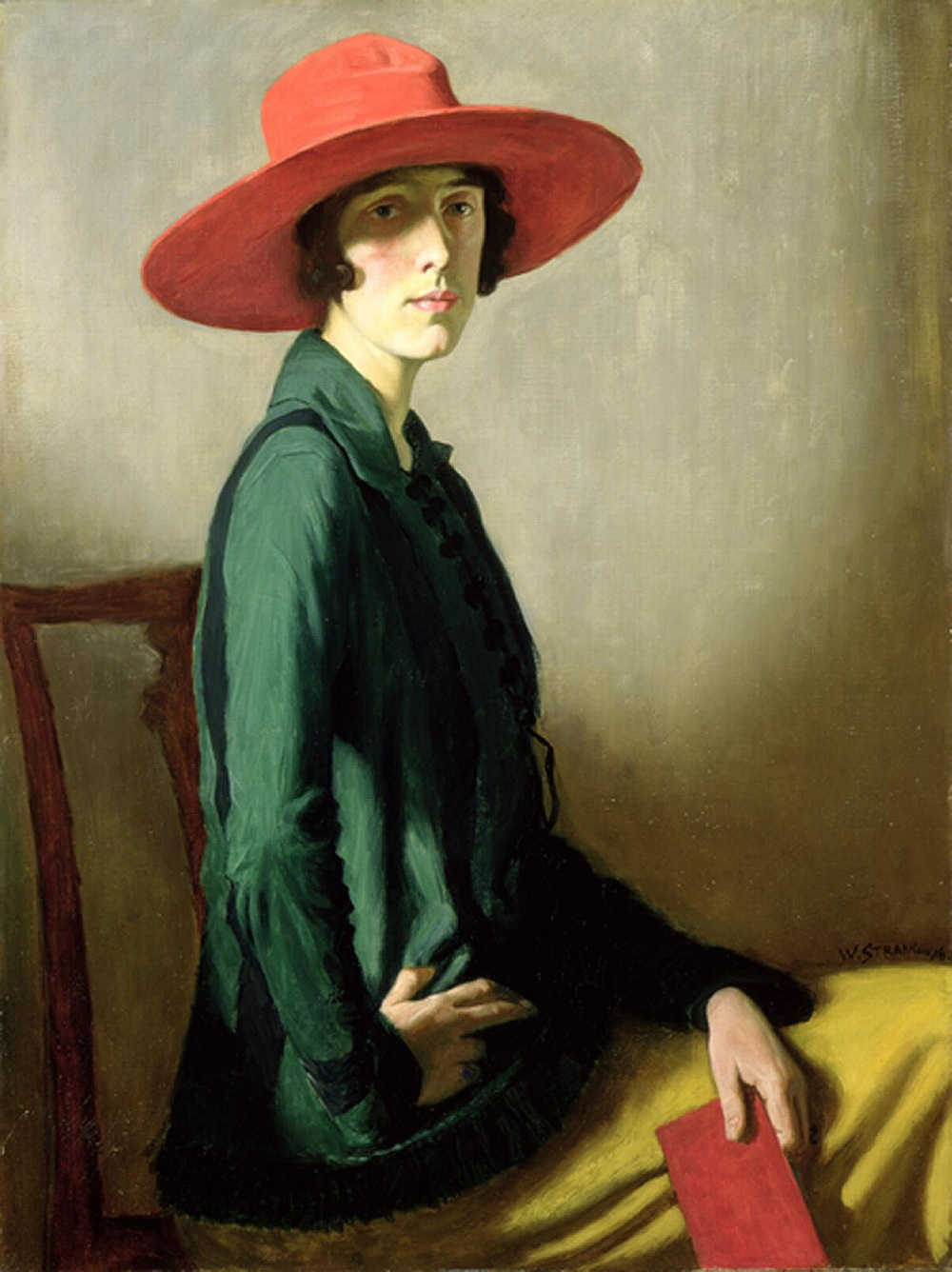
Lady in a Red Hat – Vita Sackville-West. - William Strang, 1918

The hon. Victoria Mary Sackville-West, CH, (Knole House, Kent, 9 maart 1892 - Sissinghurst Castle, 2 juni 1962), ook wel tot haar ongenoegen Lady Nicolson genoemd naar haar echtgenoot, was een Engels schrijfster. 
Haar lange gedicht The Land won de Hawthornden Prize in 1927. Ze won als enige schrijver deze prijs een tweede maal, in 1933 met haar Collected Poems. Ze is vooral bekend geworden door de beroemde tuinen die ze creëerde bij het door haar en haar echtgenoot Harold Nicolson gerestaureerde Sissinghurst Castle in Kent. Vita leefde een aristocratisch leven en wordt ook herinnerd door haar sterke verbondenheid met haar man, ongeacht haar affaires met vrouwen, zoals die met Violet Trefusis en Virginia Woolf. Haar voor die tijd uitgesproken liefde voor haar eigen sekse heeft echter niets afgedaan aan de diepe verbondenheid die zij ook naar haar echtgenoot kon ondervinden. 

## Jeugd
Vita Sackville-West werd geboren in Knole House in Kent. Haar eerste liefde was voor dit huis, omdat zij zich de enige erfgename voelde, wat ze in wezen ook was. Maar omdat ze een vrouw was kon ze het niet erven, wat haar leven sterk beïnvloedde. Vita was de dochter van Lord Lionel Edward Sackville en Lady Victoria Sackville, geboren Sackville-West. Haar moeder was een erkende dochter uit een buitenechtelijke relatie van een neef van haar vader, de tweede Lord Sackville en de Spaanse danseres Pepita Durant. Haar doopnamen waren Victoria Mary, maar zij stond haar gehele leven bekend als Vita. Toen haar man werd geridderd en Sir Harold werd en Vita Lady Nicolson, verbood ze mensen haar als zodanig aan te spreken, omdat ze diep teleurgesteld was dat zij de titel van Lady ging voeren zoals vele burgervrouwen dat konden na verheffing van hun man in de niet-erfelijke adelstand. Vita ambieerde een échte, adellijke en dus erfelijke titel, geen knighthood zoals Harold kreeg.

## Persoonlijk leven, huwelijk en biseksualiteit
Vita Sackville-West trouwde en kreeg twee zoons, maar zij bleef zich gedurende haar gehele leven meer aangetrokken voelen tot vrouwen. Ze huwde in 1913 met Harold Nicolson, die onder andere diplomaat, (dagboek)schrijver, radiocolumnist en parlementslid was. In 1914 kochten zij Long Barn. Ook Nicolson was biseksueel. Beiden hadden relaties buiten het huwelijk. Zij o.a. met Violet Trefusis, geboren Keppel en Virginia Woolf, maar ook nog met een hele reeks andere vrouwen. De meest ingrijpende van deze relaties waren wel die met Violet Trefusis en Virginia Woolf, hetgeen treffend is beschreven in haar na haar dood gevonden dagboekfragmenten die zijn gepubliceerd in het boek van hun zoon Nigel Nicolson: Portrait of a marriage. Met Nicolson kocht ze in 1930 Sissinghurst Castle aan. Samen restaureerden ze het landgoed en legden een tuin aan die tegenwoordig wordt beheerd door de National Trust. Vita en haar man hadden nog een andere zoon, de kunsthistoricus Benedict Nicolson.

## Rosamund en Vita Sackville-West
Rosamund Grosvenor was de eerste echte jeugdvriendin van Vita Sackville-West. Ze was vier jaar ouder dan Vita. Ze was uitgenodigd op Knole in 1899, om Vita gezelschap te houden gedurende de periode dat Vita's vader diende in de Tweede Boerenoorlog. Later ging Rosamund naar de ochtendlessen bij een gouvernante van Vita waar ze samen de lessen volgden. Vita noemde haar Roddie of Rose. Toch heeft ze Rosamund nooit echt zo ervaren als haar kennismaking met Violet Trefusis (toen Keppel). Na die ontmoeting zat Vita zingend in het bad en zong: "ik heb een vriendinnetje". "Roddie" of "Rose" had dus blijkbaar meer iets weg van een geliefd speelgoedbeestje.
Lady Sackville, Vita's moeder, nodigde Rosamund uit op hun villa op Monte Carlo, in 1912, en schreef in haar dagboek "Rosamund is erg aardig en gevoelig", en Vita schreef in haar dagboek "Ik hou zo veel van haar", Vita was verliefd op haar. Vita bracht het grootste gedeelte van de dag met Rosamund door, later werd dit op Knole voortgezet, waar ze ook in de weekenden was. De relatie tussen Vita en Rosamund duurde tot in 1913 toen Vita ging trouwen. Rosamund was een van de bruidsmeisjes. Desalniettemin voelde Rosamund zich allang afgeserveerd, wat de realiteit wel benaderde. Vita had al in haar dagboeken genoteerd dat ze Rosamund een soort teddybeer vond maar verder totaal leeghoofdig.

## Relatie met Violet Trefusis

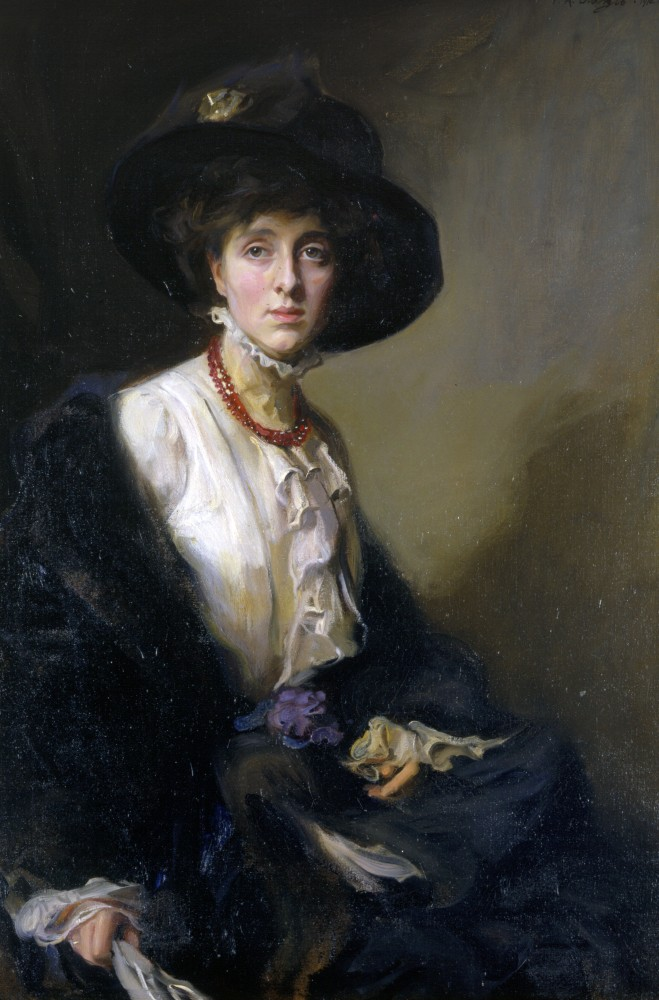
Vita Sackville-West
Philip Alexius de László, 1910

Vita had naast haar huwelijk met Harold Nicolson een relatie met schrijfster Violet Trefusis, dochter van de courtisane Alice Keppel. De twee vrouwen kenden elkaar al uit hun kindertijd. Vanaf voorjaar 1918 gingen beiden een aantal keren samen op reis, naar Frankrijk en naar Monte Carlo. Sackville-West verkleedde zich dan als een jongeman als ze uitgingen. De verhouding eindigde na drie jaar.
Vita's boek Challenge, de eerste sleutelroman, verwijst naar de relatie tussen Sackville-West en Trefusis.

## De relatie met Virginia Woolf

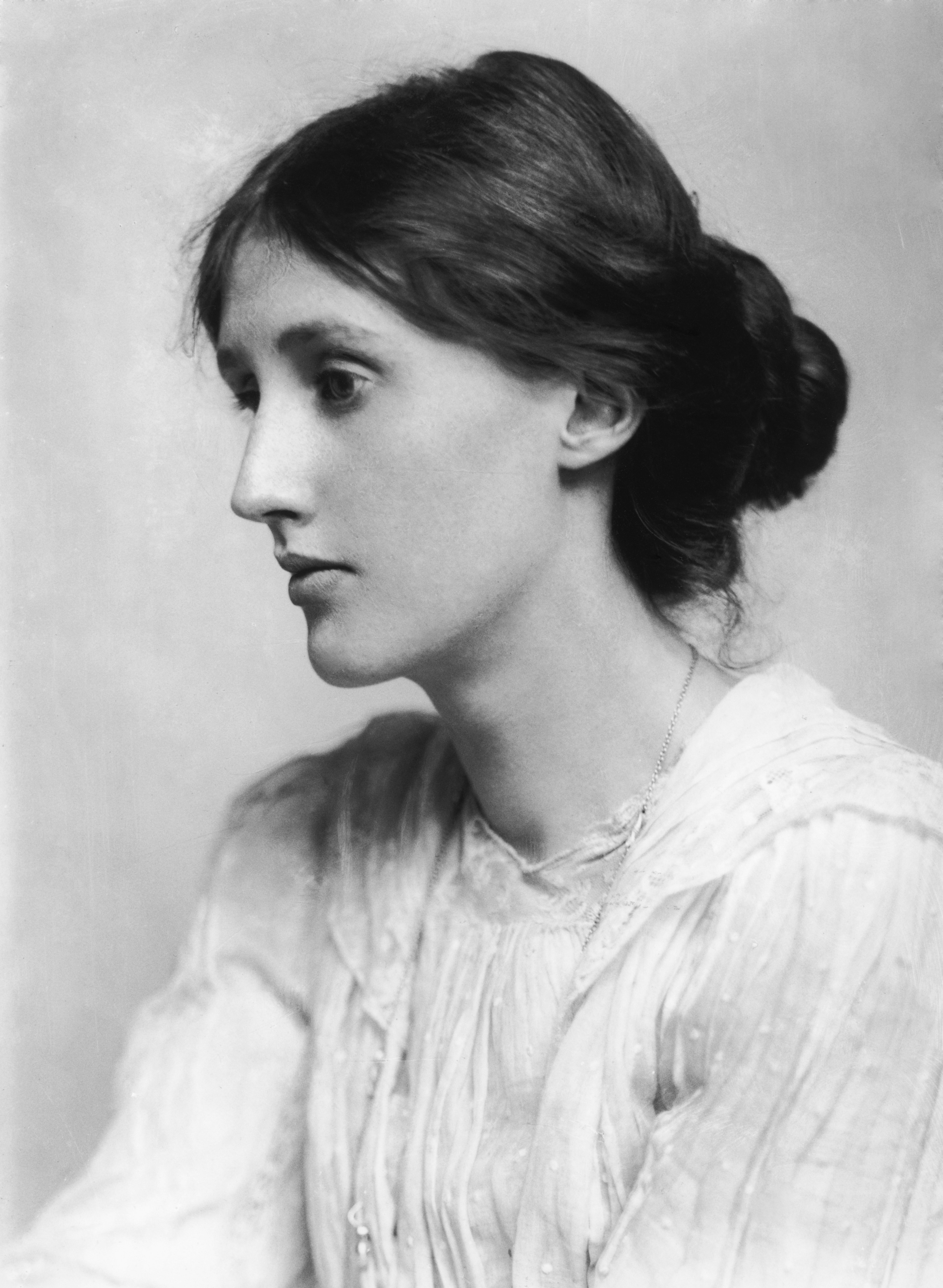
Virginia Woolf

De relatie waardoor Sackville-West het meest bekend was, was met de schrijfster Virginia Woolf aan het eind van de jaren twintig. Woolf schreef een van haar meest bekende boeken, Orlando, door Sackville-Wests zoon Nigel omschreven als "de langste en meest charmante liefdesbrief in de literatuur", voortkomend uit deze relatie.
Ongebruikelijk, maar het moment van het ontstaan van Orlando was gedocumenteerd: Woolf schrijft in haar dagboek op 5 oktober 1927: "En plotseling kwamen de gebruikelijke opwindende beelden in mijn gedachten op": een biografie beginnend in 1500 en doorgaand tot de huidige dag, getiteld Orlando: Vita; alleen met een verandering van de ene sekse in de andere. (postuum uittreksel uit Virginia's dagboek "A Writers Diary" door haar echtgenoot Leonard Woolf gepubliceerd).
Virginia Woolf, psychisch labiel en zelf niet erg tot fysieke liefde in staat, haar huwelijk met Leonard was dan ook een verstandshuwelijk, was geobsedeerd door de relatie die Vita met Trefusis had gehad en geestelijk nog had. Naast het portret dat zij in "Orlando" van Vita neerzet portretteert ze daar ook Violet Trefusis als zijnde de ontrouwe Russische prinses Sascha "de vos met haar scherpe tanden".
Woolf maakt daar gebruik van zeer intieme informatie over Trefusis (Sascha) die ze alleen via Vita heeft kunnen verkrijgen. Vita beschrijft zelf hoe Virginia haar uithoorde over allerlei wederwaardigheden die er tussen haar en Violet hadden plaatsgehad. 
Naast "Challenge" vormt "Orlando" de z.g. tweede sleutelroman. De derde werd geschreven door Trefusis. Dat is "Broderie Anglaise", bewust een titel kiezend die in feite onvertaalbaar is en waarin ze zichzelf beschrijft als zijnde Anne, Virginia als Alexa en Vita als John. De cerebrale schrijfster Alexa vormt echter de hoofdpersoon. John heeft eerst een relatie gehad met Anne en nu dan met de schrijfster Alexa. Alexa heeft een zeer negatief beeld van Anne en ergert zich eraan dat John zijn oude liefde die nu in Frankrijk woont nooit kan vergeten. Het beeld dat Alexa van Anne heeft, verandert compleet als Anne haar plotseling bezoekt. Ze vindt haar zelfs sympathiek en het gevolg is dat uiteindelijk John sterk in haar achting is gedaald. Violet beschrijft zeer geestrijk het Engelse klimaat aan de hand van een Engelse theetafel die ze Alexa voor de komst van Anne laat inrichtten. Met veel jam en honing maar ook: "Petits fours in een onwaarschijnlijke tint roze leunden tegen stapels roomsoezen", daarnaast zet Violet zichzelf als Frankrijk neer als: "stuurs kijkende éclairs dicht tegen elkaar aangedrukt, als een droefgeestige familie die niet is voorgesteld" (Violet was zelf dol op chocolade éclairs en steekt hier duidelijk de draak met zichzelf). 
Violet kon dit beeld van Virginia beschrijven naar aanleiding van de enige ontmoeting die zij ooit hebben gehad. Virginia's man Leonard en zij waren eigenaar van de Hogarth Press en Violet wilde haar nieuwe roman "Tandem" graag in Engeland laten uitgeven. Eind november 1932 bezoekt zij Virginia Woolf op Tavistock Square 52 in Bloomsbury (The Bloomsburygroup is het synoniem geworden voor een bepaalde groep schrijvers en intellectuelen waartoe ook Vita ging behoren; zó zelfs dat ze zelf méér Bloomsbury werd dan de Bloomsburygroep zelf). Door Virginia's jaloezie ten aanzien van de rol die Violet in Vita's leven had gespeeld werd Violet de toegang tot de Hogarth Press ontzegd. Virginia doet hier schriftelijk verslag van aan Vita en schrijft o.a: "God, wat was dat leuk! Ik begrijp waarom je zo verliefd op haar was - destijds. Ze is nu een beetje te dik beter gezegd opgeblazen. Maar wat een verleidelijkheid! - wat een charme op haar manier - die niet de mijne is, ik ben veel geraffineerder -". Negen jaar later, in 1941, het jaar van Virginia's zelf verkozen dood en vermoedelijk toen Vita weer contact had met de uit Frankrijk gevluchte Violet, komt ze hier in een brief aan Vita nog op terug en schrijft: "Ik herinner me nog hoe ze als een vossenjong (de vos met haar scherpe tanden in Orlando)- een en al geur en verleidelijkheid - naar Tavistock Square 52 kwam". Noch Virginia Woolf noch Vita hebben "Broderie Anglaise" waarschijnlijk ooit gelezen want hij is in beider nalatenschap niet aangetroffen. Bovendien las Virginia geen Frans, de taal waarin Violet dit boek in 1935 publiceerde.
Violet had " Orlando " duidelijk wel gelezen want zij spreekt in "Broderie Anglaise " van een vossenjong. Het is vreemd te bedenken dat in Orlando gesproken wordt van een vos en niet van een vossenjong, die term introduceerde Violet in "Broderie Anglaise" om aan te geven dat zij Orlando had gelezen en vervolgens, in 1941 schrijft Virginia aan Vita over het vossenjong terwijl zij niet wist van het bestaan van "Broderie Anglaise".
Vita heeft ooit aan Virginia geschreven: "Jij houdt van mensen maar alleen met je hoofd en niet met je hart".
Violet heeft overigens de naam Sascha met verve gedragen, beschouwde het kennelijk als een soort compliment want in de jaren zestig ondertekende zij sommige brieven aan vrienden met "Sascha".
Virginia Woolf constateert in genoemd dagboek (1935) ook, waar en waarom haar relatie met Vita ten einde begon te lopen. Ze constateerde nuchter dat dat niet gepaard ging met een explosieve knal maar met een langzaam uitdoven. Ze bleven elkaar wel schrijven. Op 28 maart 1941 verzwaarde Woolf haar jaszakken met stenen en verdronk zichzelf in de rivier nabij hun buitenhuisje te Rodmell. Zij had haar eerste zenuwinzinking op 13-jarige leeftijd na de dood van haar moeder gehad en al eens eerder tijdens een psychose een zelfmoordpoging gedaan (waarschijnlijk zijn zij en haar zuster Vanessa seksueel misbruikt door hun halfbroers). Nu had ze brieven achtergelaten voor haar man Leonard en haar zuster Vanessa Bell.
Leonard Woolf heeft altijd volgehouden dat de spanning van de oorlog en vooral de Blitzkrieg, haar te veel waren geworden. Men zou ook van de veronderstelling kunnen uitgaan dat de uitgedoofde relatie met Vita en de wetenschap dat Vita opnieuw in contact gekomen was met haar grootste en meest bepalende liefde, Violet Trefusis, een crisis bij Virginia heeft veroorzaakt. In haar afscheidsbrieven, mogelijk al geschreven op 18 maart, zegt ze dat ze zó bang is om weer gek te worden en het allemaal niet meer ziet zitten, dat het beter is om dan maar dood te zijn.
Vita was zeer heftig ontdaan toen ze door zowel Leonard Woolf als Vanessa Bell op de hoogte werd gesteld en snapte er helemaal niets van. Virginia's lichaam werd pas op 18 april gevonden.
Vita heeft zich de rest van haar leven zelfverwijten gemaakt dat zij dit drama niet had zien aankomen. In 1953 publiceerde Leonard Woolf dagboekfragmenten van Virginia onder de titel: "A writers diary" en Vita redigeerde de tekst. In haar eigen dagboek schrijft ze daarover: "O god, wat zou ik Virginia vreselijk graag weer terug willen hebben! Wanneer ik haar dagboek lees mis ik haar zo verschrikkelijk, en het geeft mij ook het gevoel dat ik tegen het einde iets had kunnen doen om haar van zelfmoord te weerhouden" (zie "Vita, the life of Vita Sackville-West" van Victoria Glendinning).
Vita heeft waarschijnlijk niet beseft dat zijzelf mogelijk mede een aanleiding tot Virginia's zelfmoord heeft gevormd.

## De relatie met Hilda Matheson
Vita Sackville-West had tussen 1929 en 1931 ook een kortstondige relatie met Hilda Matheson, hoofd van de BBC praatprogramma's. Vita had Hilda het koosnaampje "Stoker" gegeven.

## Andere relaties
Vita had ook nog relaties met haar schoonzus Gwen St. Aubyn, Mary Garman, Mary Campbell, Vanessa Bell, Evelyn Irons, Chrisopher St. John (Christabel Mary Marshall) en nog een aantal anderen.

## Nalatenschap

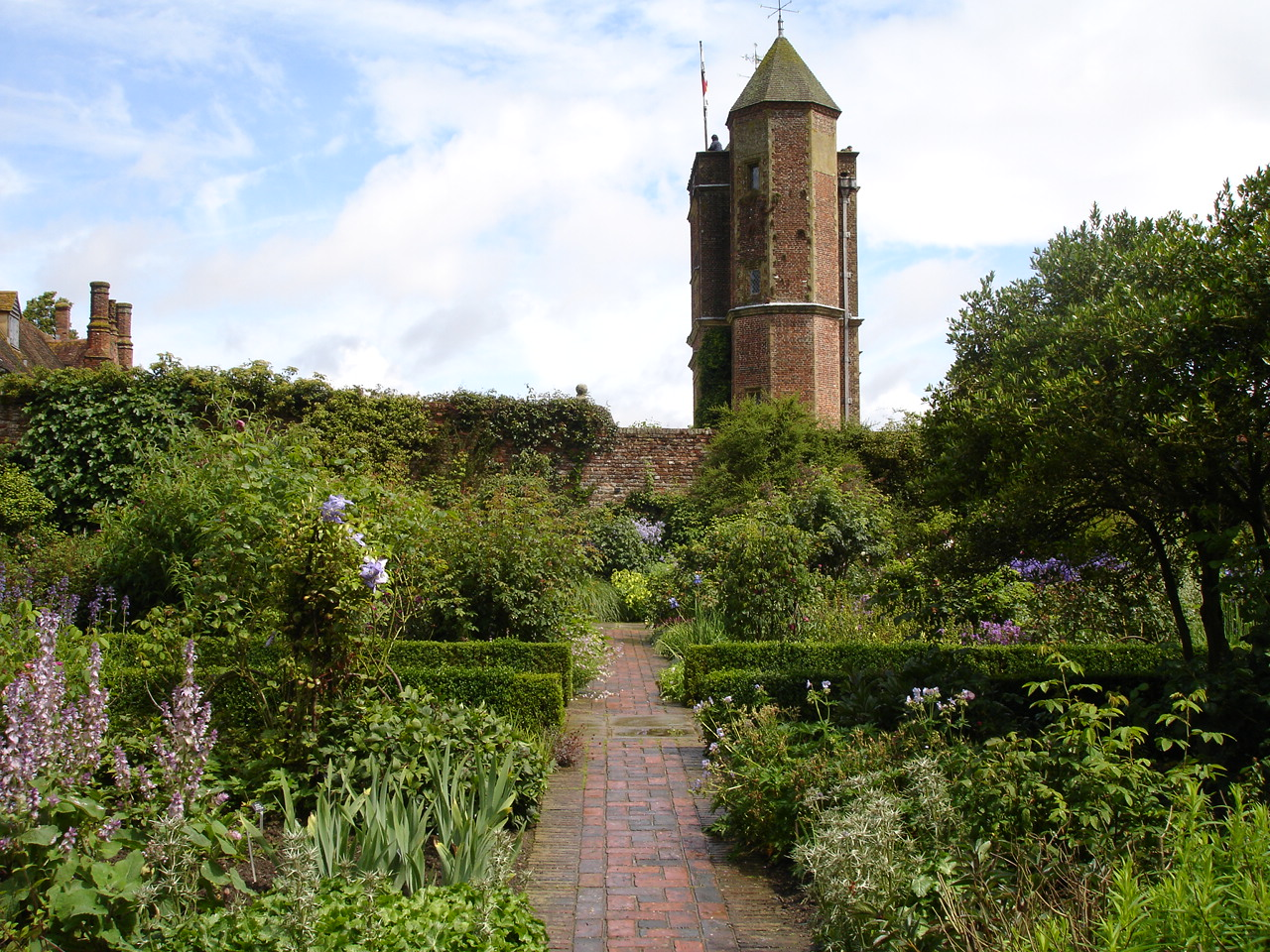
De Rose Garden van Sissinghurst Castle.

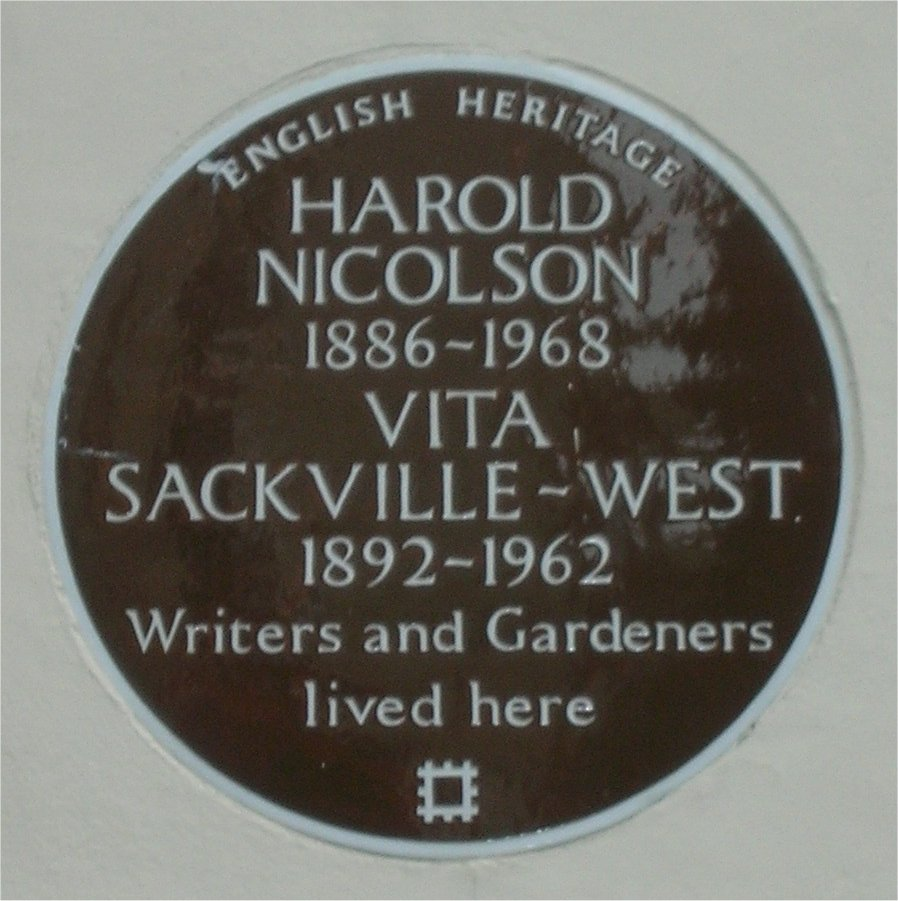
Blue plaque in Ebury Street, Londen

Sissinghurst Castle is nu van de National Trust. De tuinen zijn de best bezochte in Engeland.
Er is een bruin-blauwe herdenkingsplaat (blue plaque) van haar en Harold Nicolson aan hun huis in Ebury Street, London SW1.

## Belangrijkste werken

### Gedichten
- A Dancing Elf (1912)
- Poems of West and East (1917)
- Orchard and Vineyard (1921)
- The Land (1927)
- The Garden(1946)

### Romans
- Heritage (1919)
- Challenge (1923)
- Gray Wethers (1923)
- The Edwardians (1930)
- All Passion Spent (1931)
- The Dark Island (1934)
- Grand Canyon (1942)
- The Easter Party (1953)

### Biografieën en ander werk
- Passenger to Teheran 1926
- Knole and the Sackvilles (1922)
- Saint Joan of Arc 1936 (Ned. vert. Jeanne D'Arc. Amsterdam, z.j.)
- Pepita 1937
- The Eagle and The Dove. A Study in Contrasts. St. Theresa of Avila, St. Therese of Lisieux 1943
- Daughter of France: The Life of Marie Louise d'Orléans 1959

- Bibsys: 90231480
- Biblioteca Nacional de España: XX1031424
- Bibliothèque nationale de France: cb119232356 (data)
- Catàleg d'autoritats de noms i títols de Catalunya: 981058516534406706
- CiNii: DA0093032X
- Digitale Bibliotheek voor de Nederlandse Letteren: sack001
- Gemeinsame Normdatei: 118604686
- International Standard Name Identifier: 0000 0001 2123 5851
- Library of Congress Control Number: n80003934
- Nationale Bibliotheek van Letland: 000231397
- MusicBrainz: 6e3f3ba7-684a-4877-be11-ce1eabab1d52
- Bibliotheek van het Japanse parlement: 00621420
- Nationale Bibliotheek van Tsjechië: jn19990007291
- Nationale bibliotheek van Australië: 36519819
- Nationale Bibliotheek van Israël: 987007278192205171
- Nationale Bibliotheek van Polen: a0000001653514
- Nationale en Universitaire bibliotheek Zagreb: 000016493
- Nederlandse Thesaurus van Auteursnamen: 068512325
- PIC: 333867
- Istituto Centrale per il Catalogo Unico: CFIV047679
- LIBRIS: 231978
- SNAC: w61834pn
- Système universitaire de documentation: 027116832
- Trove: 1269399
- Union List of Artist Names: 500004079
- Virtual International Authority File: 22148366
- WorldCat: E39PBJpdKf4ft3vqpbT4trt7pP